# Sertularia simplex
Sertularia simplex is een hydroïdpoliep uit de familie Sertulariidae. De poliep komt uit het geslacht Sertularia. Sertularia simplex werd in 1938 voor het eerst wetenschappelijk beschreven door Fraser. 